# 汉诺威广场 (伦敦)

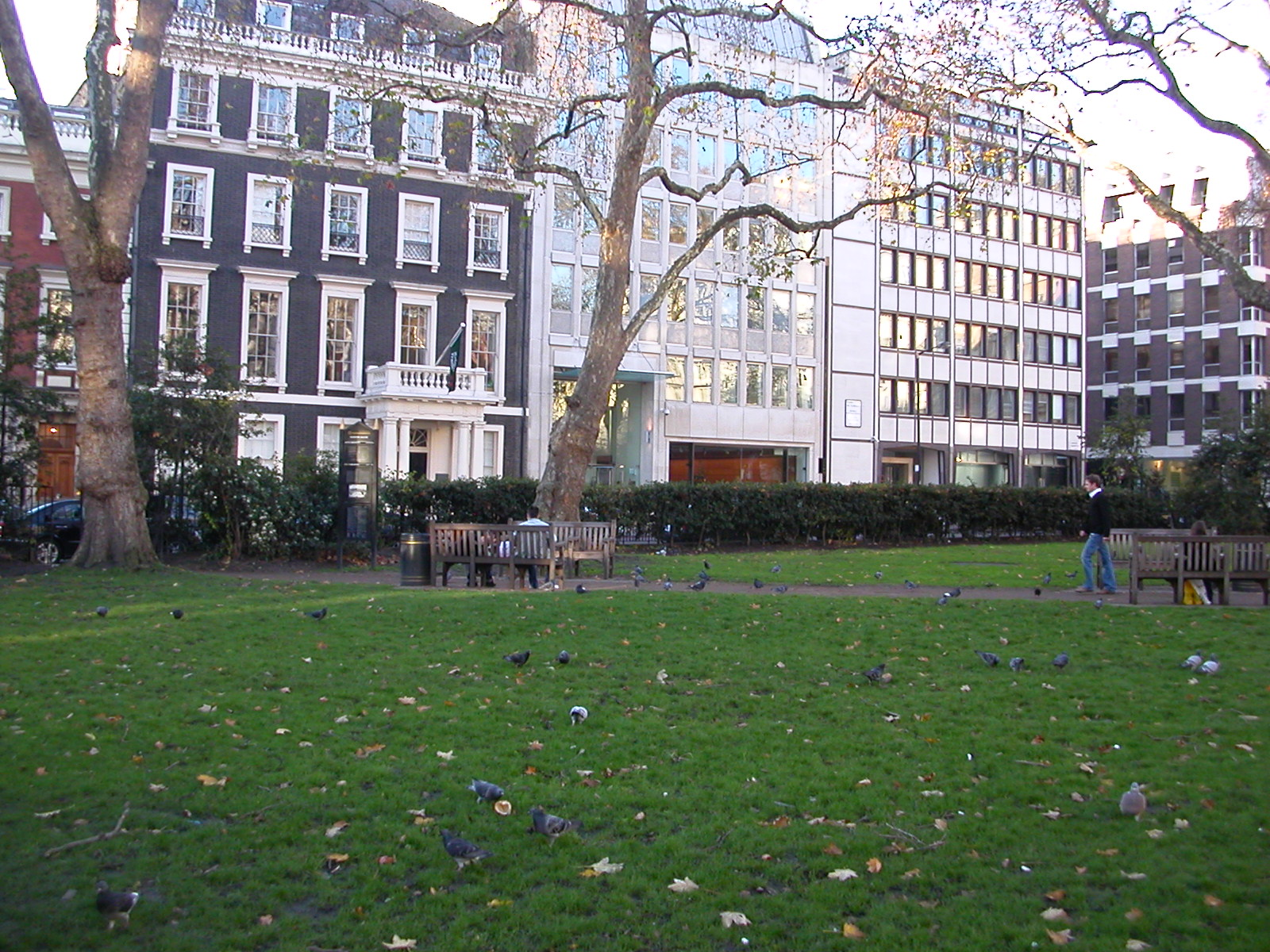
汉诺威广场

汉诺威广场（英語：Hanover Square）是英国伦敦的一个广场，位于梅费尔区，牛津街与摄政街的交叉路口牛津圆环的西南侧。
汇集于汉诺威广场的街道有（按字母顺序排列）：布鲁克街（Brook Street）、代灵街（Dering Street）、汉诺威街、哈伍德坊（Harewood Place）和王子街。
汉诺威广场开发于18世纪初，作为一个时尚的居住区，最初以保守党贵族为主。这些18世纪的房屋只有少数得到保留，大部分已经在各个时期经历了重建。广场现在几乎完全被办公楼占据，其中包括Knight Frank 总部、时尚杂志伦敦办事处和猎头公司Odgers Berndtson英国总部。
汉诺威广场圣乔治教堂位于汉诺威广场以南不远处，圣乔治街和马多克斯街路口。

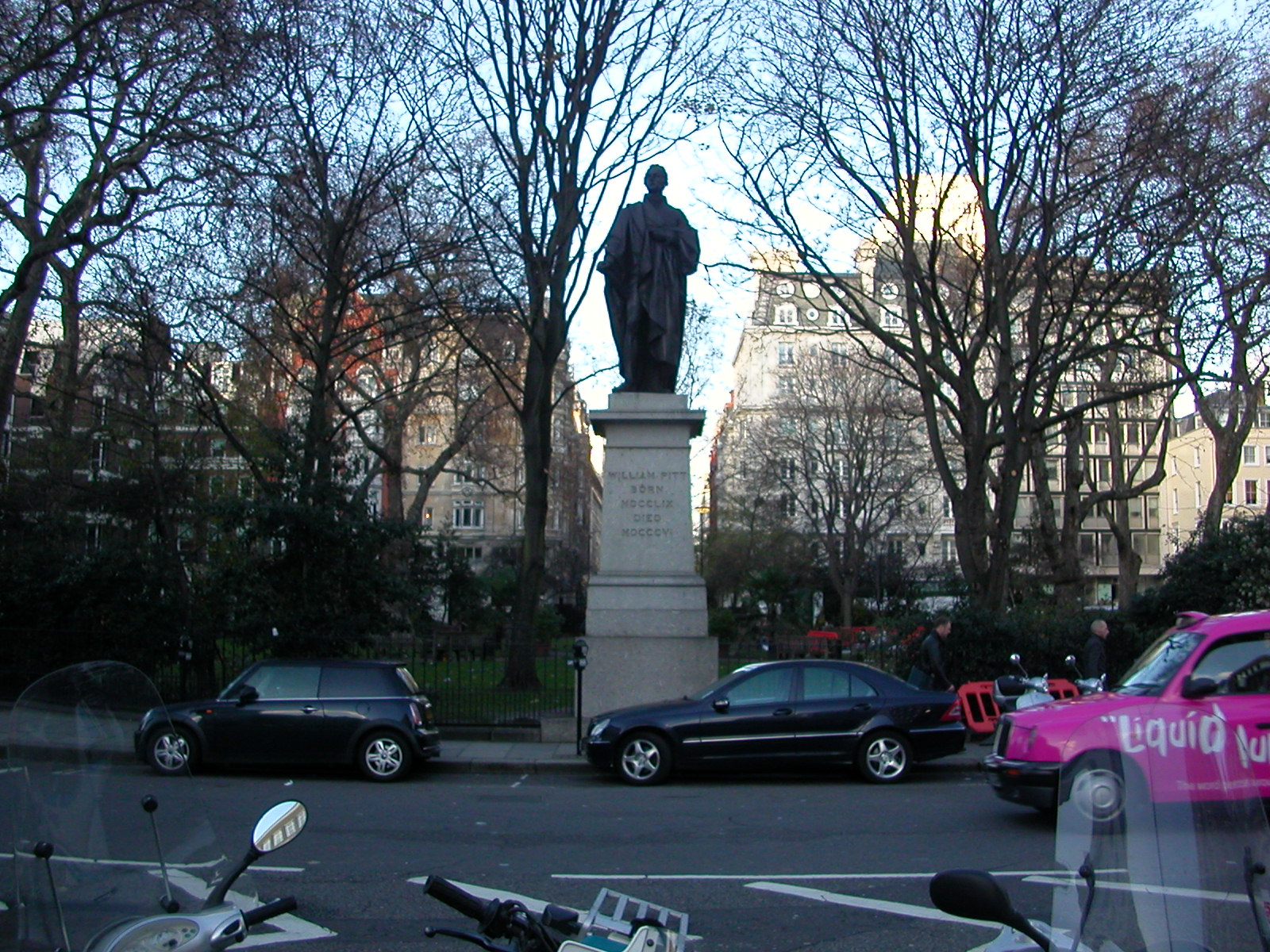
汉诺威广场南侧的小威廉·皮特雕像
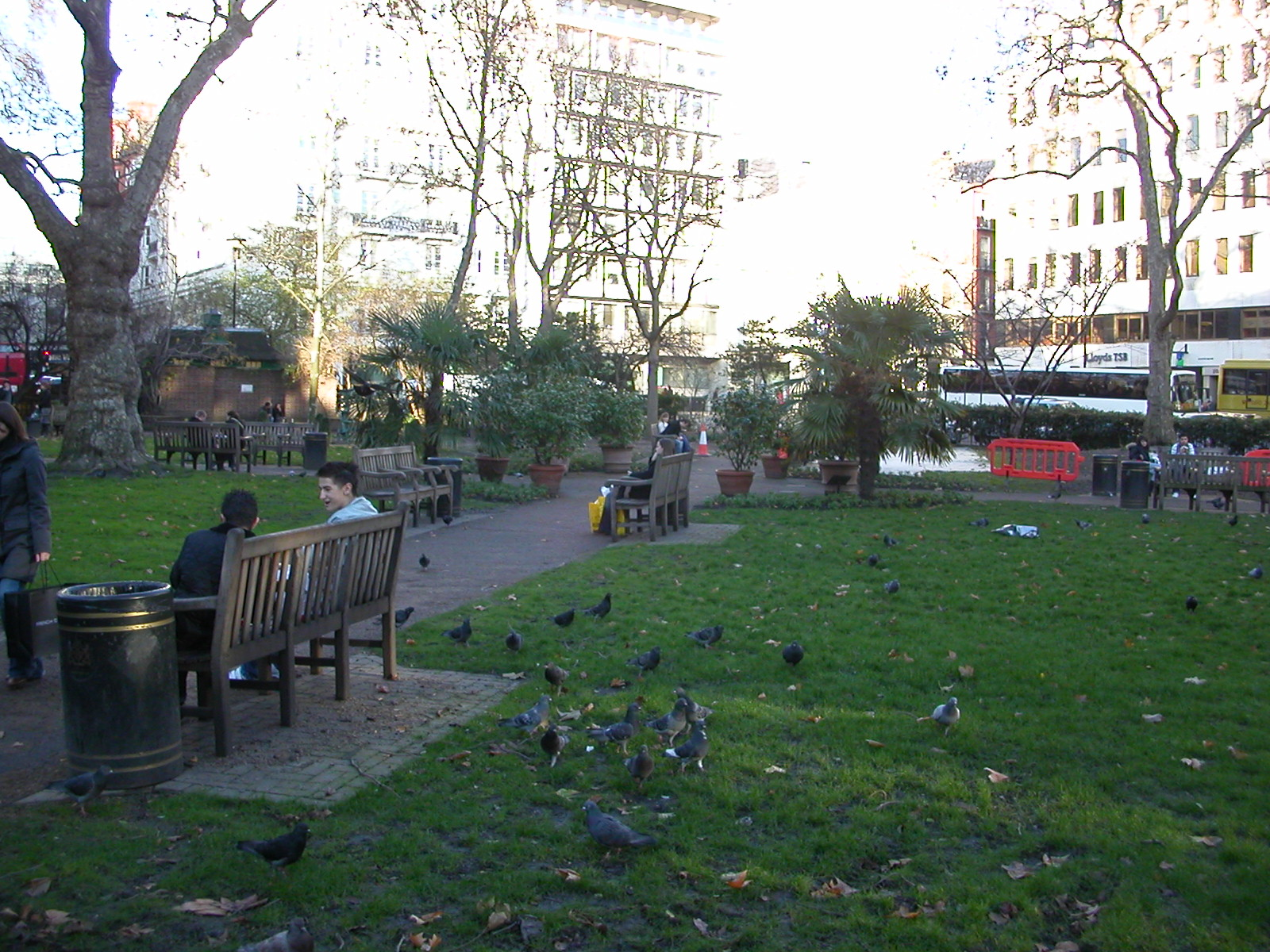
汉诺威广场东北侧